# Артур Веллслі
А́ртур Веллслі, 1-й герцог Ве́ллінгтон (англ. Arthur Wellesley, 1st Duke of Wellington; 1 травня 1769, Данканкесл (Дублін) — 14 вересня 1852) — британський полководець, політичний і державний діяч, 25-й і 28-й прем'єр-міністр Великої Британії (1828—1830; 14 листопада — 10 грудня 1834), Державний секретар з питань війни та колоній (1834), Головнокомандувач британських сухопутних військ (1827—1828; 1842—1852). Фельдмаршал (3 липня 1813) британської армії. Учасник Французьких революційних, Наполеонівських, Четвертої англо-майсурської, Коттаямської, Другої англо-маратхської війн, переможець битви під Ватерлоо (1815).

## Початок служби
3-й син лорда Гаррет-Коллі, графа Морнінгтона. Народився у Дунканкестлі (Ірландія); здобував освіту в Ітоні, а потім в Анжерському військовому училищі у Франції.
У 1787 році він вступив на військову службу, у 1794 році брав участь у Нідерландському поході, а у 1797 році вирушив зі своїм полком (33-й піший полк) до Індії, де відзначився у війні з Тіпу (раджою Майсуру), особливо під час штурму Шрірангапатнама (1799). Після взяття цього міста Веллінгтона було призначено його губернатором, а за рік після того він успішно діяв проти маратхів і змусив їх укласти вигідний для Королівства Великої Британії мир.

## Португальська кампанія
У 1806 році, після повернення до Європи, Веллінгтона було обрано містом Рай (Східний Сассекс) депутатом до нижньої палати Парламенту. У 1807 році обирався від міст Трелі, Мітчелл, і, зрештою, Нью-Порт (на острові Вайт), депутатом від якого він був у 1807—1809; у 1807 році Веллінгтон брав участь у поході проти Копенгагена, а у липні 1808 року був відряджений до Португалії, прийняв там командування над британськими військами, та, після кількох вдалих справ з французькими загонами, цілковито розбив генерала Жюно під Вімієро. Потім він повернувся до Великої Британії, але у квітні 1809 року знову прибув до Португалії, де, здійснивши сміливий перехід із союзними військами через річку Дуеро (11 травня), узяв місто Опорто і змусив маршала Сульта до відступу.

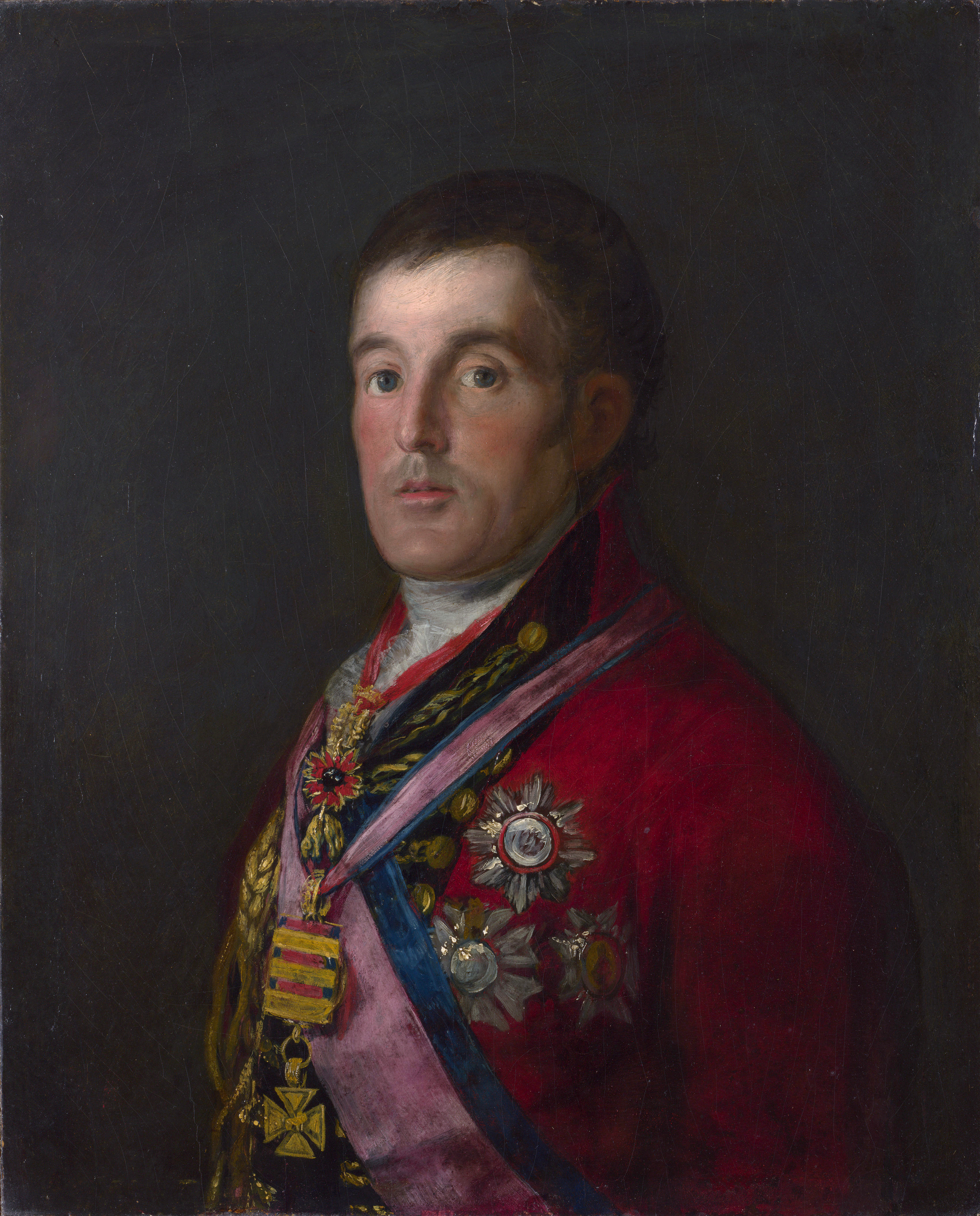
Портрет роботи Гойї

## Іспанська кампанія
1810 рік ознаменувався справою під Буссако, обороною Торреш-Ведраської укріпленої позиції, облогою Альмейди і взяттям Сьюдад-Родріго, причому дії Веллінгтона завжди були успішними. Іспанські кортеси зробили його маркізом Торрес-Ведрасським, іспанським грандом і герцогом Сьюдад-Родрігським, а принц-регент надав йому звання герцога Веллінгтона.
У 1812 році Веллінгтон узяв Бадахос, розбив маршала Мармона під Саламанкою і вступив до Мадрида. Після невдалого приступу до Бургоса Веллінгтон відступив до Португалії; але коли у 1813 році частина французьких військ виступила з Іспанії, то він знову зайняв Мадрид і 21 червня здобув блискучу перемогу під Віторією. За цю битву, що звільнила Іспанію від французів, Веллінгтону було надано звання фельдмаршала.
У жовтні 1813 року Веллінгтон вступив до Франції, здобув кілька перемог над маршалом Сультом і зайняв Тулузу, де дізнався про укладення миру в Парижі.
За подвиги Веллінгтона було щедро нагороджено британським урядом: принц-регент надав йому титул герцога, а парламент призначив 300 тисяч фунтів стерлінгів на купівлю маєтку.

## Ватерлоо

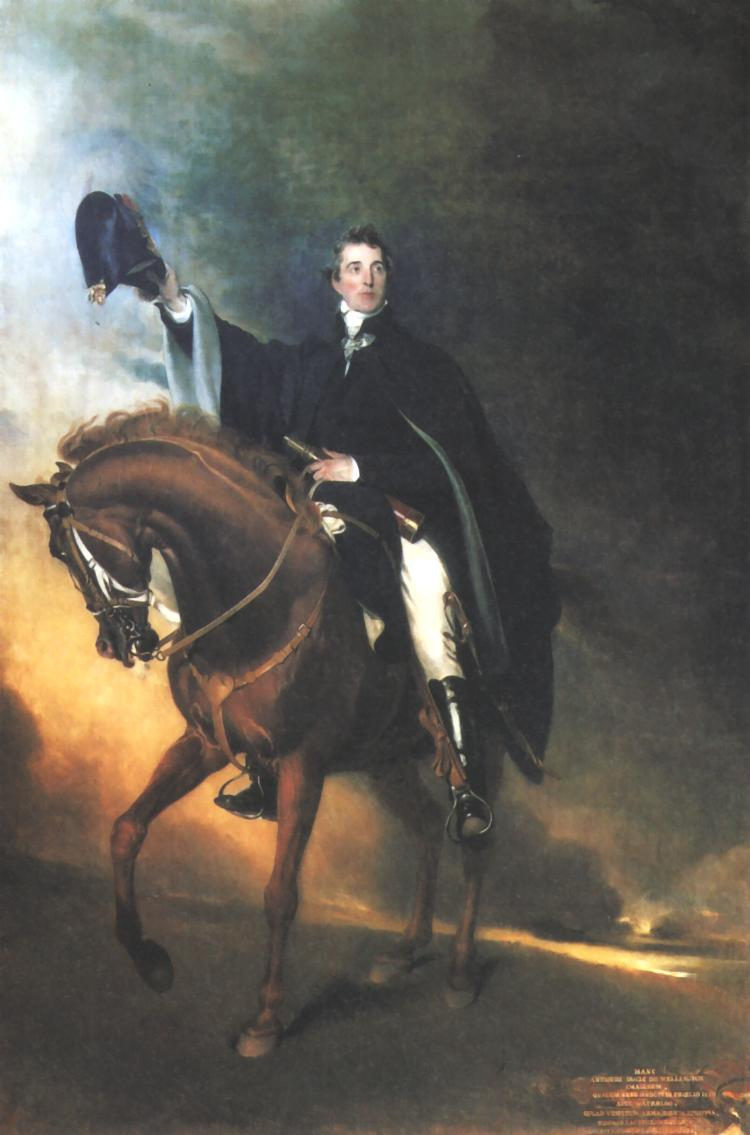
Томас Лоуренс, «Герцог Веллінгтон під Ватерлоо»

Після повернення Наполеона з острова Ельби, Веллінгтон прийняв начальство над союзною британсько-голландською армією та разом із Блюхером здобув важку перемогу під Ватерлоо (коли підійшли війська Гебхарда фон Блюхера, Веллінгтон, за деякими оцінками, програвав битву), після якої вторгся до Франції та зайняв Париж.
Після укладення 2-го Паризького миру його було призначено головним начальником союзних військ у Франції, де Веллінгтон і залишався до завершення окупації.

## Державна діяльність. Прем'єр
У 1818 і 1822 роках він брав участь у конгресах Аахенському й Веронському; у 1826 році його відрядили до Росії для привітання імператора Миколи I зі сходженням на престол; у 1828 році став прем'єр-міністром. Його уряд мав рішуче торійський характер, але, поступаючись обставинам, узяв на себе у 1829 році ініціативу емансипації католиків. Закон про пиво 1830 року скасував всі податки на нього й дозволив громадянам відкривати пивні (паби — від англ. public house, громадський дім) без особливого дозволу, не купуючи ліцензії.
Французька Липнева революція і вступ на британський престол Вільгельма IV потягнули за собою у листопаді 1830 року падіння уряду Веллінгтона. Зі своєю звичайною наполегливістю він опирався парламентській реформі й цим спричинив у народі таке обурення, що його публічно образили.
Після відставки уряду у листопаді 1834 року, Веллінгтон прийняв у кабінеті Роберта Піля управління міністерством закордонних справ; але вже під час відкриття сесії 1835 року подав у відставку. Коли Піль у вересні 1841 року знову сформував уряд, Веллінгтон ще раз вступив до кабінету, але не мав у ньому жодного певного портфеля. На жаль для заповзятих торі, він, під впливом Піля, висловився за скасування хлібних законів.

## Останні роки життя

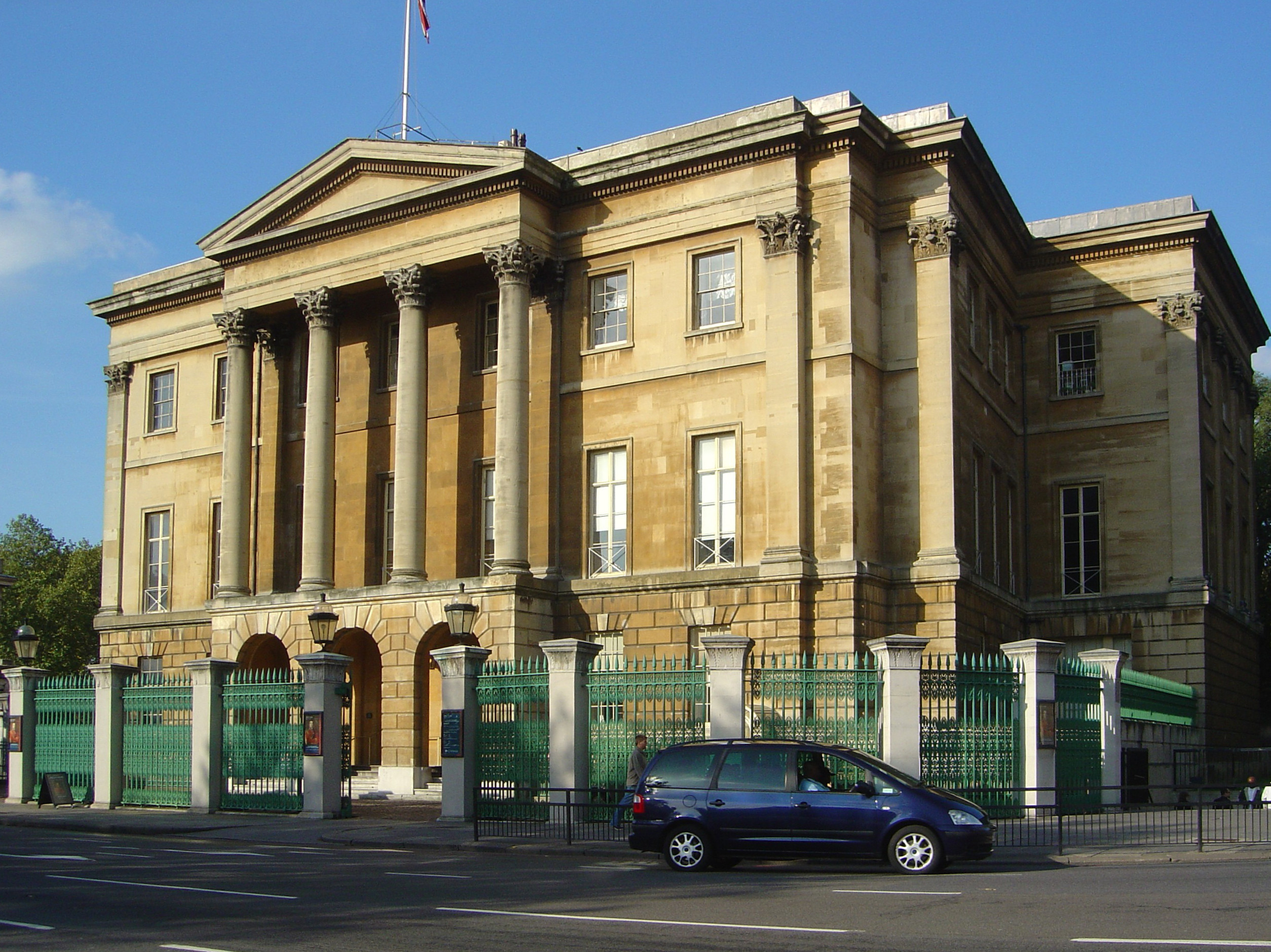
Епслі-хаус — лондонський палац Веллінгтона, в якому відкрито музей його імені

Після падіння уряду Піля (1846) Веллінгтон утримав за собою місце головнокомандувача військами, разом із посадами губернатора Тауера, лорда-хранителя п'яти гаваней і канцлера Оксфордського університету.
Тримаючись осторонь від партій, він діяв як посередник, й сама королева Вікторія зверталась до його порад у складних питаннях. Веллінгтон не був геніальною людиною, але мав сильний розум, живе усвідомлення обов'язку та, особливо, непохитну твердість. Його колишня непопулярність була забута, й він мав любов і повагу народу, коли його застала смерть 14 вересня 1852 року. Тіло його поховали із королівськими почестями у соборі святого Павла.
На честь Веллінгтона названо столицю Нової Зеландії — місто Веллінгтон, гора Веллінгтон в Тасманії, а також низку навчальних закладів, в тому числі заснований королевою Вікторією у пам'ять про фельдмаршала у 1853 (відкрито у 1859) Веллінгтон-коледж (місто Крауторн, графство Беркшир). Музей Веллінгтона розміщено у лондонському Епслі-хаусі.
Герцога Веллінгтона зобразили на британській банкноті номіналом у 5 фунтів.

## Військові звання
- головний маршал Португалії (6 липня 1809)
- генерал-капітан (Іспанія, серпень 1809)
- фельдмаршал (Велика Британія, 1813)
- генерал-фельдмаршал (Росія, 1815)
- фельдмаршал (Ганноверське королівство, 21 червня 1813)
- фельдмаршал Голландії (травень 1815)
- генерал-фельдмаршал (Пруссія, 18 листопада 1818)
- фельдмаршал (Австрійська імперія)